# داريو كريشيتش
داريو كريشيتش (بالكرواتية: Dario Krešić) وهو لاعب كرة قدم كرواتي في مركز حراسة المرمى ولد في يوم 11 يناير 1984 في مدينة فوكوفار في جمهورية كرواتيا الاشتراكية في جمهورية يوغسلافيا الاشتراكية الاتحادية وهو يلعب حالياً مع نادي بايرن ليفركوزن وقد سبق له اللعب مع نادي ماينتس 05 ولوكوموتيف موسكو ونادي باوك ونادي بانيونيوس وإنتراخت تراير ونادي دراغوفولياتش وملادوست بوزين وقد لعب مع منتخب كرواتيا لكرة القدم ويبلغ طوله 195 سم.

## مسيرته الكروية
لعب داريو كريشيتش خلال مسيرته الاحترافية مع 7 أندية في ستة عشر موسمًا ولم يسجل خلالها أي هدف ضمن 133 مباراة. ولم يفز بأي موسم بالكأس أو بالدوري.
خاض داريو كريشيتش مسيرته مع اينتراخت ترير 05 ‏ في موسم 2002–03 ليلعب معه أربعة مواسم، مشاركًا في 34 مباراة ولم يسجل أي هدف. ثم انتقل إلى نادي بانيونيوس في موسم 2006–07 واستمر معه طيلة ثلاثة مواسم، حيث شارك في 47 مباراة ولم يسجل أي هدف أيضًا. لينتقل بعدها إلى نادي باوك في موسم 2009–10 واستمر معه طيلة ثلاثة مواسم، مشاركًا في 31 مباراة ولم يسجل أي هدف أيضًا. ثم انتقل إلى نادي لوكوموتيف موسكو في موسم 2012–13 ولمدة موسمين، مشاركًا في 17 مباراة ولم يسجل أي هدف أيضًا. هذا وانتقل لاحقًا إلى نادي ماينتس 05 في موسم 2013–14 لمدة موسم واحد، لم يشارك في أي مباراة ولم يسجل أي هدف أيضًا. ثم انتقل بعدها إلى نادي باير 04 ليفركوزن في موسم 2014–15 ولمدة موسمين، مشاركًا في مباراة ولم يسجل أي هدف أيضًا. ليعود وينتقل من جديد، لكن هذه المرة إلى نادي أومونيا في موسم 2016–17 لمدة موسم واحد، مشاركًا في 3 مباريات ولم يسجل أي هدف أيضًا.

## روابط خارجية
- داريو كريشيتش على موقع الاتحاد الدولي (مؤرشف)  (الإنجليزية)
- داريو كريشيتش على موقع الاتحاد الأوربي (الإنجليزية)
- داريو كريشيتش على موقع قاعدة بيانات كرة القدم.إي يو (الإنجليزية)
- داريو كريشيتش على موقع بيانات كرة القدم. دي إي (الألمانية)
- داريو كريشيتش على موقع ناشيونال فوتبول تيمز (الإنجليزية)
- داريو كريشيتش على موقع Soccerbase.com (لاعب) (الإنجليزية)
- داريو كريشيتش على موقع Soccerway.com (الإنجليزية)
- داريو كريشيتش على موقع عالم كرة القدم.نت (الإنجليزية)
- داريو كريشيتش على موقع AS.com (الإسبانية)